# یادویگا ۴۷۶
سیارک ۴۷۶ (به انگلیسی: 476 Hedwig، نامگذاری:1901GQ) چهارصد و هفتاد و ششمین سیارک کشف شده‌است که در ۱۷ اوت ۱۹۰۱ و در هایدلبرگ کشف شد.
قدر مطلق سیارک برابر ۸٫۵۵ است.